# Portrait of a Call Girl
Portrait of a Call Girl — порнографический фильм 2011 года режиссёра Грехема Трэвиса, в главной роли которого снялась Джесси Эндрюс. В 2012 году фильм получил 19 номинаций как в творческих, так и в технических номинациях на AVN Awards и, в итоге, получил четыре в категориях лучшая актриса, лучший режиссёр, лучшая особенность и фильм года. Фильм также получил одну награду XRCO Award и шесть XBIZ Awards.

## Релиз
Фильм был выпущен в двух DVD версиях 26 августа 2011 года. На первом диске кроме самого фильма была также записана дополнительная сцена, съемки за кулисами, интервью с актёрами и слайд-шоу. Второй DVD включает в себя только фильм без хардкорных сцен.

## Отзывы
Фильм получил в основном положительные отзывы и множество номинаций на различные премии. Оба обозревателя сайта XCritic.com Шин ДПС и Дон Хьюстон дали фильму наивысший рейтинг «XCritic Pick». В рецензии Хьюстон сравнил фильм и режиссёра Трэвиса со Стивеном Содербергом и его фильмом «Девушка по вызову». Грэм Понант из fleshbot.com сказал, что если бы не секс в фильме, он мог бы рассматриваться как мейнстримовский. Sex and the 405 описали фильм как «умная игра актёров, красивые съёмки и элегантная организация», однако отметили многочисленные клише, включая сексуальное насилие над детьми, ненависть к себе, самоуничтожение через порноиндустрию и подсознательное взывание к спасителю.

## Награды и номинации
| Церемония   | Категория                             | Получатель                           | Результат |
| ----------- | ------------------------------------- | ------------------------------------ | --------- |
| AVN Awards  | Лучшая актриса                        | Джесси Эндрюс                        | Победа    |
| AVN Awards  | Лучший режиссёр — фильм               | Грехем Трэвис                        | Победа    |
| AVN Awards  | Лучший фильм                          | н/д                                  | Победа    |
| AVN Awards  | Фильм года                            | н/д                                  | Победа    |
| AVN Awards  | Лучшая гетеросексуальная сцена        | Джесси Эндрюс и Мануэль Феррара      | Номинация |
| AVN Awards  | Лучшая съёмка                         | Мэйсон, Карлос Ди и Алекс Лэдд       | Номинация |
| AVN Awards  | Лучшее дополнение к DVD               | н/д                                  | Номинация |
| AVN Awards  | Лучшее редактирование                 | Грехем Трэвис                        | Номинация |
| AVN Awards  | Лучшая сцена орального секса          | Джесси Эндрюс                        | Номинация |
| AVN Awards  | Лучший сценарий                       | Грехем Трэвис                        | Номинация |
| AVN Awards  | Лучшая сцена триолизма (Ж/М/М)        | Джесси Эндрюс, Мик Блу и Рамон Нэмор | Номинация |
| XBIZ Awards | Фильм года                            | н/д                                  | Победа    |
| XBIZ Awards | Режиссёр года — индивидуальный проект | Грехем Трэвис                        | Победа    |
| XBIZ Awards | Исполнение года — женщина             | Джесси Эндрюс                        | Победа    |
| XBIZ Awards | Исполнение года не связанное с сексом | Алек Найт                            | Победа    |
| XBIZ Awards | Исполнение года не связанное с сексом | Эрик Свисс                           | Номинация |
| XBIZ Awards | Сценарий года                         | Грехем Трэвис                        | Победа    |
| XBIZ Awards | Лучшая съёмка                         | Мэйсон, Карлос Ди, Алекс Лэдд        | Победа    |
| XBIZ Awards | Лучшая работа художника               | н/д                                  | Номинация |
| XBIZ Awards | Лучшее редактирование                 | Грехем Трэвис                        | Номинация |
| XRCO Awards | Лучший эпик                           | н/д                                  | Победа    |